# Stigma negrita
Stigma negrita är en fjärilsart som beskrevs av Thierry-mieg 1905. Stigma negrita ingår i släktet Stigma och familjen mätare. Inga underarter finns listade i Catalogue of Life.